# جين شو
جين شو (بالإنجليزية: Gene Shue)‏ مواليد 18 ديسمبر 1931 في بالتيمور، هو لاعب كرة سلة أمريكي أصبح مدرباً بدأ مسيرته الاحترافية في سنة 1954. يبلغ طوله 6 قدم 2 بوصة (1.9 م). اعتزل اللعب في 1964.

## فرق لعب لها
- غولدن ستايت ووريورز
- نيويورك نيكس
- ديترويت بيستونز
- واشنطن ويزاردز

## روابط خارجية
- جين شو على موقع إن بي أي (الإنجليزية)
- جين شو على موقع سبورتس رفرنس (الإنجليزية)
- جين شو على موقع كلية كرة السلة في سبورتس رفرنس.كوم (الإنجليزية)
- جين شو على موقع ريلجم (الإنجليزية)
- جين شو على موقع بروبوليرز (الإنجليزية)
- جين شو على موقع سبورتس رفرنس (الإنجليزية)